# Монро (окръг, Мисисипи)
Вижте пояснителната страница за други значения на Монро.
Окръг Монро (на английски: Monroe County) е окръг в щата Мисисипи, Съединени американски щати. Площта му е 1999 km², а населението - 38 014 души (2000). Административен център е град Абърдийн.